# Гладкий щитомордник
Гладкий щитомордник (Calloselasma rhodostoma) — єдиний представників роду отруйних змій гладкий щитомордник родини гадюкові. Має 2 підвиди. Інша назва «майлайська мокасинова змія». Лише у 1994 році був визначений як самостійний рід.

## Опис
Загальна довжина коливається від 75 до 91 см. Спостерігається статевий диморфізм — самиці більші за самців. Голова пласка з великими щитками. Тулуб кремезний. на відміну від інших ямкоголових змій має на тулубі гладеньку луску, без реберець. Звідси й походить його назва. Забарвлення складається з парних трикутних плям бурого кольору з білою та чорною облямовкою на яскравому червоно-бурому тлі тулуба.

## Спосіб життя
Полюбляє прибережні ліси, бамбукові чагарники, вологі та заболочені місцини, рисові поля та інші сільськогосподарські землі. Активний у сутінках та вночі. Харчується гризунами та жабами.
Це яйцекладна змія. Самка відкладає 10-30 яєць. До появи молодих змій вона і охороняє кладку.

## Отруйність
Отрута сильна, викликає сильний біль, місцевий набряк, некроз тканин. Смертність становить 2 %.

## Розповсюдження
Мешкає у Малайзії, південному В'єтнамі, Таїланді, Камбоджі, Лаосі, на о. Ява (Індонезія).

## Підвиди
- Calloselasma rhodostoma rhodostoma
- Calloselasma rhodostoma annamensis